# Ernst Wölfflin

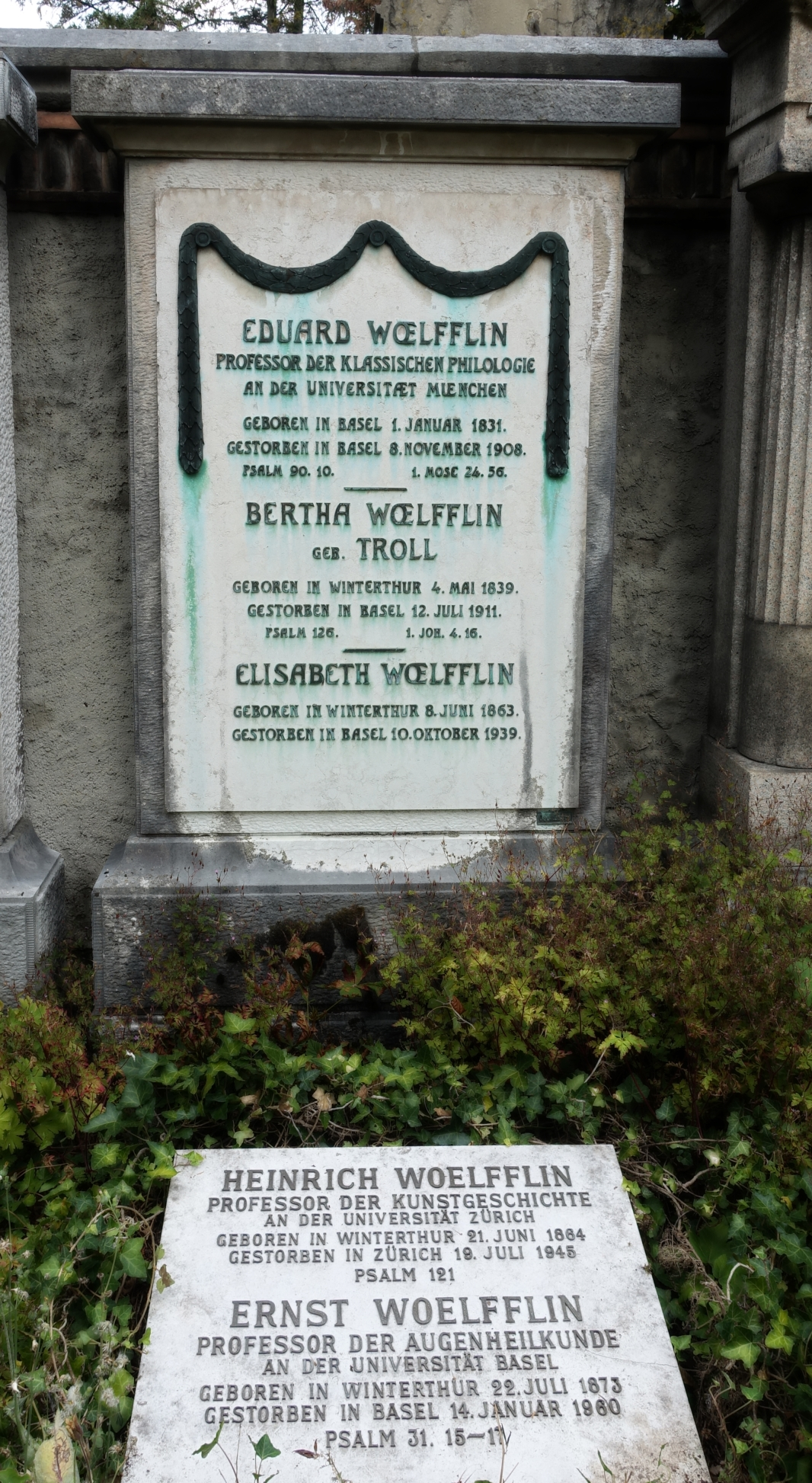
Familiengrab auf dem Friedhof Wolfgottesacker

Ernst Wölfflin (* 22. Juli 1873 in Winterthur; † 14. Januar 1960 in Basel) war ein Schweizer Augenarzt.

## Leben
Der reformiert getaufte Ernst Wölfflin, Sohn des klassischen Philologen Eduard Wölfflin und dessen Ehefrau Bertha geborene Troll, jüngerer Bruder des Kunsthistorikers Heinrich Wölfflin, wandte sich nach dem Erwerb der eidgenössischen Maturität dem Studium der Medizin an den Universitäten Basel, Lausanne sowie München zu, 1899 erfolgte seine Promotion zum Dr. med. in Basel.
Ernst Wölfflin bekleidete im Anschluss Assistenzarztstellen an den Universitäts-Augenkliniken in Erlangen und München sowie an der Augenklinik Herzog Carl Theodor im Münchner Stadtteil Maxvorstadt. 1904 habilitierte er sich als Privatdozent für das Fach Augenheilkunde an der Universität Basel, 1920 wurde er zum ausserordentlichen Professor befördert. Der mit der Ehrenbürgerwürde der Ludwig-Maximilians-Universität ausgezeichnete Wölfflin setzte seinen Forschungsschwerpunkt auf die Bereiche Farbsinn- und Lichtsinnstörungen.

## Publikationen
- Die Beeinflussung der chirurgischen Tuberkulose durch das Hochgebirge mit spezieller Berücksichtigung des Engadins, Dissertation, G. Krebs, Basel, 1899
- Der Einfluss des Lebensalters auf den Lichtsinn bei dunkeladaptiertem Auge, in: Albrecht von Graefes Archiv für Ophthalmologie, v61 n3, J. Springer, Berlin, 1905, S. 524–560.
- Über Dunkeladaptation von fovealen und parafovealen Netzhautpartien, in: Albrecht von Graefes Archiv für Ophthalmologie, v76 n3, J. Springer, Berlin, 1910, S. 464–477.
- Tafeln mit Umschlagfarben zum Nachweis von relativer Rot- und Grünsichtigkeit, Thieme, Leipzig, 1926
- Ueber die Narkose im Mittelalter, Georg Thieme, Leipzig, 1942
- Ueber ophthalmologische Abbildungen aus der Antike, Schwabe, Basel, 1945
- Begebenheiten aus den letzten Lebensjahren W. C. Röntgens, in: Fortschritte auf dem Gebiete der Röntgenstrahlen und der Nuklearmedizin, v72 n11, Stuttgart, Thieme, 1949, S. 614–618.